# 陳恩壽
陳恩壽（？—？），直隸省天津府天津縣人，清朝政治人物、進士出身。
光緒十五年（1889年），参加光緒己丑科殿試，登進士二甲71名。同年五月，著主事，分部学习。